# Meioneta evadens
Meioneta evadens är en spindelart som först beskrevs av Chamberlin 1925.  Meioneta evadens ingår i släktet Meioneta och familjen täckvävarspindlar. Inga underarter finns listade i Catalogue of Life.